# Devriesia thermodurans
Devriesia thermodurans är en svampart som beskrevs av N.L. Nick., Seifert & Corlett 2004. Devriesia thermodurans ingår i släktet Devriesia och familjen Teratosphaeriaceae.   Inga underarter finns listade i Catalogue of Life.